# Riserva della biosfera del Waterberg
La riserva della biosfera del Waterberg è un'area naturale protetta di circa 4000 km² nel distretto omonimo, nella parte settentrionale della provincia di Limpopo, in Sudafrica. È stata dichiarata riserva della biosfera dall'UNESCO.
La regione include numerosi elementi di interesse sia archeologico che biologico. Vi si trovano pitture rupestri dell'Età della Pietra, opera dei primi San che si insediarono nell'area circa 2000 anni fa, reperti di culture più recenti di ceppo bantu e importanti testimonianze della cultura antica del popolo Nguni, che apparve nel Waterberg intorno al 1300. Dal punto di vista biologico, nel Waterberg vengono protette numerose specie vegetali e animali native, fra cui la principale popolazione di gnu striati dell'Africa meridionale.
Nel Waterberg vivono circa 80.000 persone. L'allevamento, un tempo attività economica predominante nella zona, è stato gradualmente abbandonato a partire dalla metà del XX secolo a favore di una rivalutazione del patrimonio ambientale del Waterberg, in cui oggi l'ecoturismo rappresenta un'importante fonte di reddito. L'area è anche ricca di platino.